# Edmond Desca
Edmond Desca, né à Vic-en-Bigorre le 16 novembre 1855 et mort à Paris le 22 juin 1918, est un sculpteur français.

## Biographie
Edmond Desca est l'élève de François Jouffroy à l'École des beaux-arts de Paris. Il expose au Salon des artistes français de 1879 à 1914 et y obtient une médaille de 3e classe en 1881, une médaille de 2e classe et une bourse de voyage en 1883, une médaille de 1re classe en 1885 et une médaille d'or à l'Exposition universelle de Paris de 1889 et à l'Exposition universelle de 1900.
Son modèle en plâtre de L'Ouragan, exposé au Salon de 1883, met en scène une figure combinant envol et déséquilibre, caractéristique du style néo-baroque dans la sculpture de la Troisième République.
Il est l'époux de la lithographe Alice Desca.

## Distinctions
Edmond Desca est nommé chevalier de l'ordre national de la Légion d'honneur en 1899.

## Œuvres dans les collections publiques
- Montbrison, jardin d'Allard : Berlioz, statue en pierre.
- Nancy, parc de la Pépinière : On veille, 1885, groupe en marbre, collection du Fonds national d'art contemporain.
- Oloron-Sainte-Marie : Monument aux morts de 1870, 1903, groupe en pierre[3].
- Paris :
  - parc des Buttes-Chaumont : Le Chasseur d'aigle, 1881, groupe en bronze, envoyé à la fonte sous le régime de Vichy[4],[1].
  - parc Montsouris : La Mort du lion, 1913, groupe en pierre.
- Pau, Parc Beaumont, "Salut Noble Béarn", statue en marbre, 1901, représentant un mousquetaire de retour de campagne militaire dans son Béarn natal.
- Périgueux, allées de Tourny : Monument aux morts de 1870-1871, 1909, pierre.
- Tarbes :
  - Fontaine des quatre vallées ou Monument Duvignau-Bousigues, 1897, en collaboration avec Jean Escoula et Louis Mathet[5] ;
  - Jardin Massey : L'Ouragan, 1887, groupe en bronze[6],[1].
  - place de l'hôtel de ville : Monument à Danton, 1903, bronze[7] ;
- Vic-en-Bigorre, face à l'hôtel de ville : La Revanche, 1894, statue en bronze, monument aux morts de la guerre de 1870[8].

## Galerie

Œuvres d'Edmond Desca
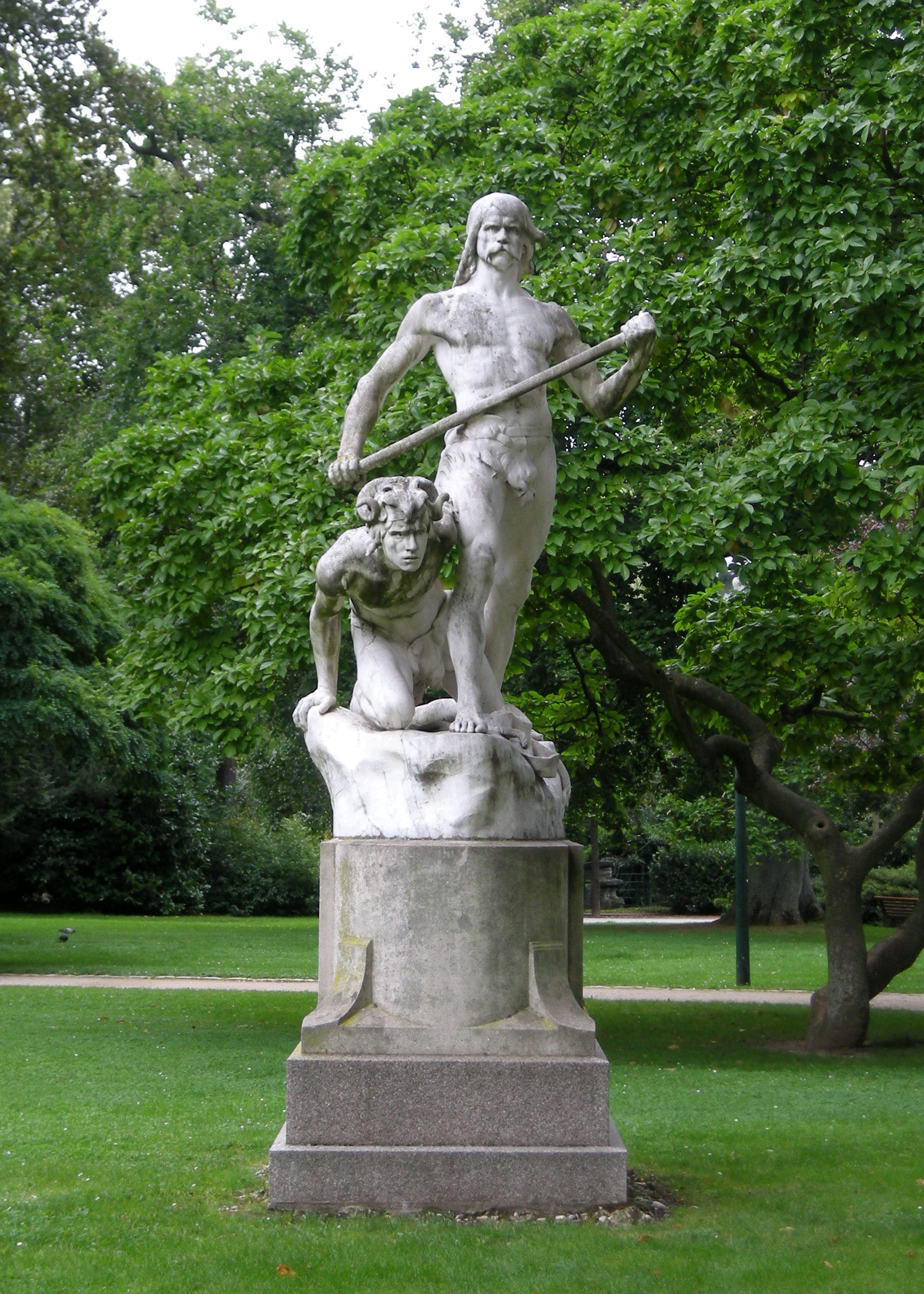
On veille (1885), Nancy, parc de la Pépinière.
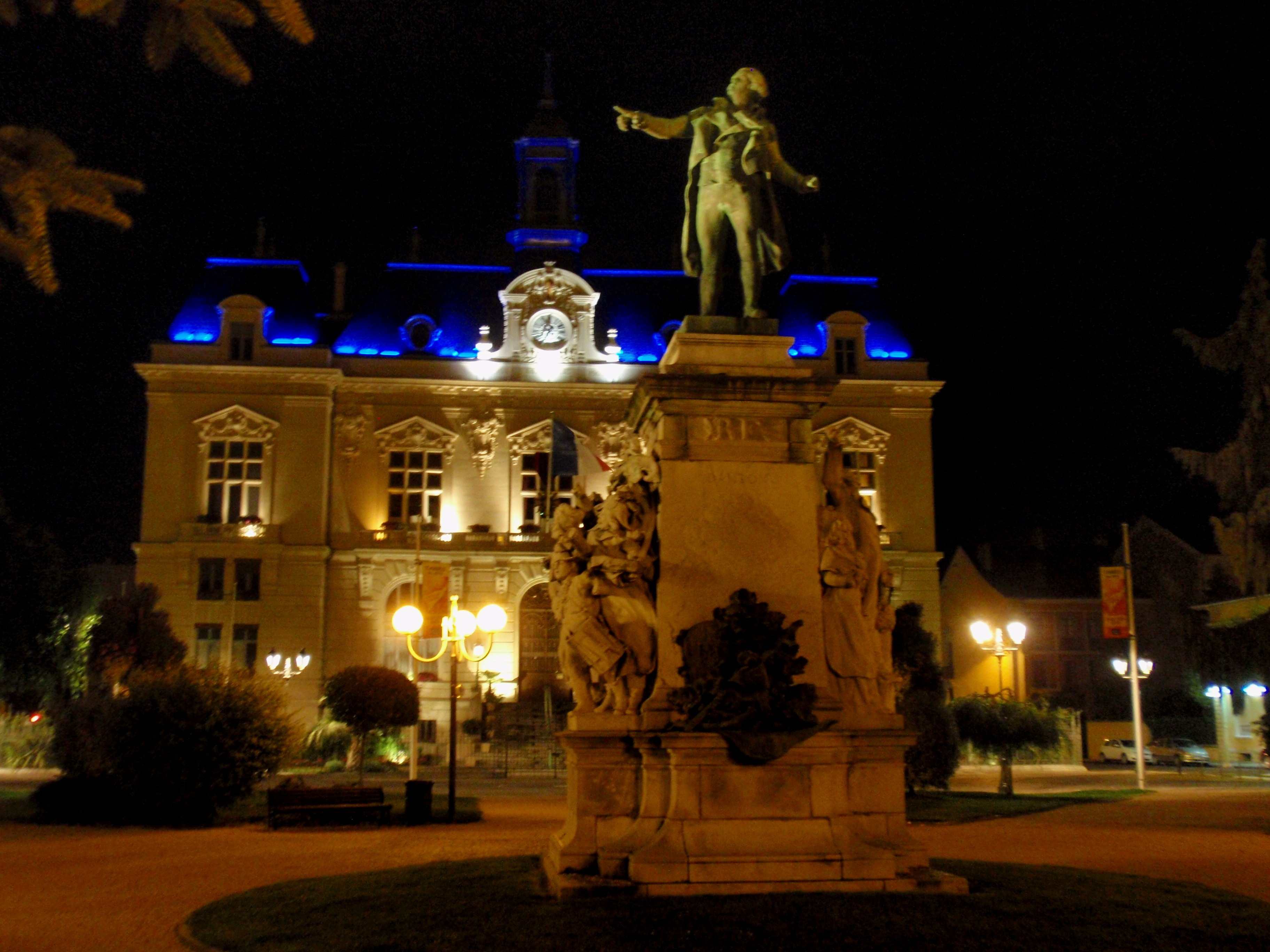
Monument à Danton (1903), Tarbes.
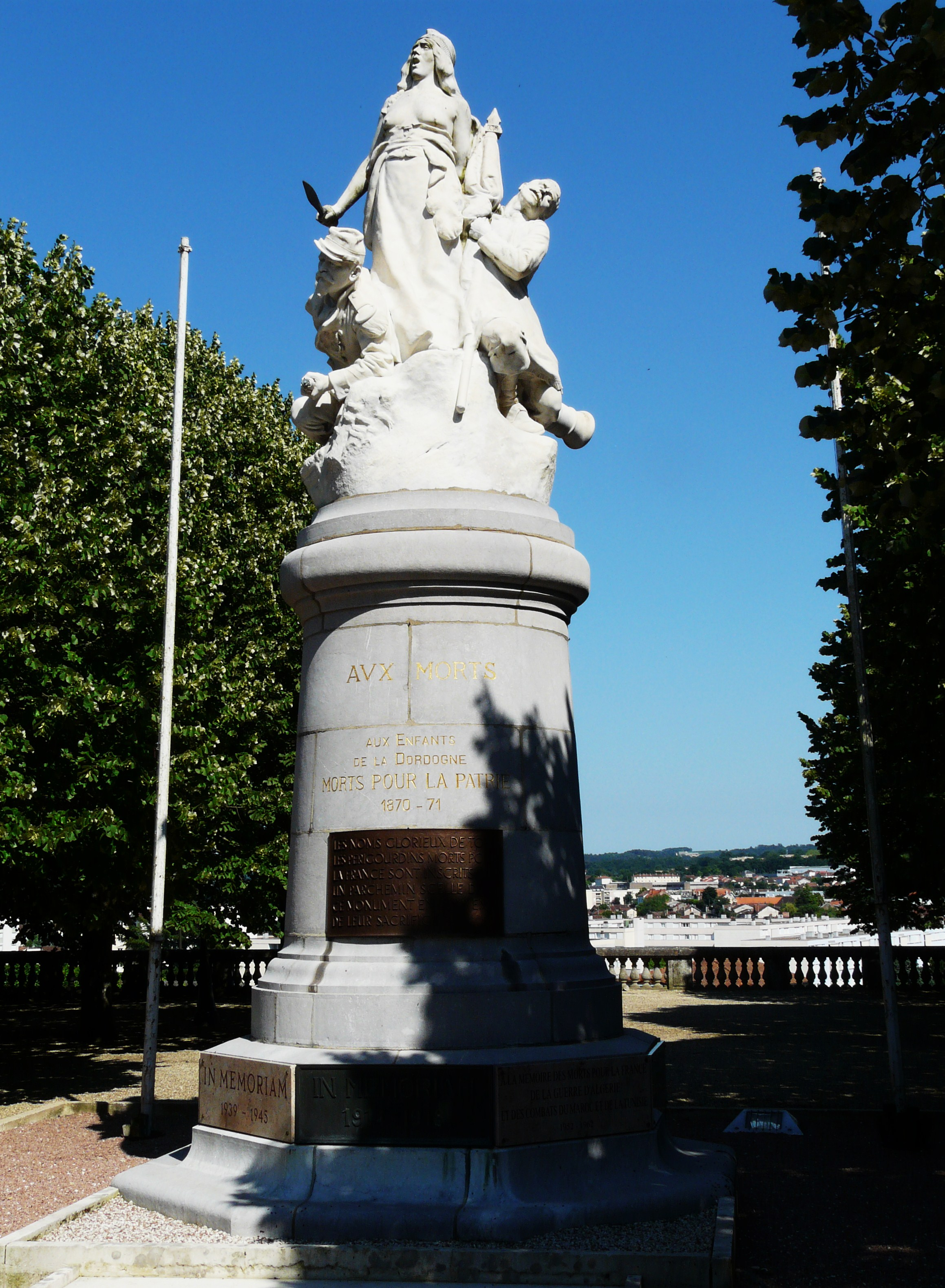
Monument aux morts de 1870-1871 (1909), Périgueux, allées de Tourny.
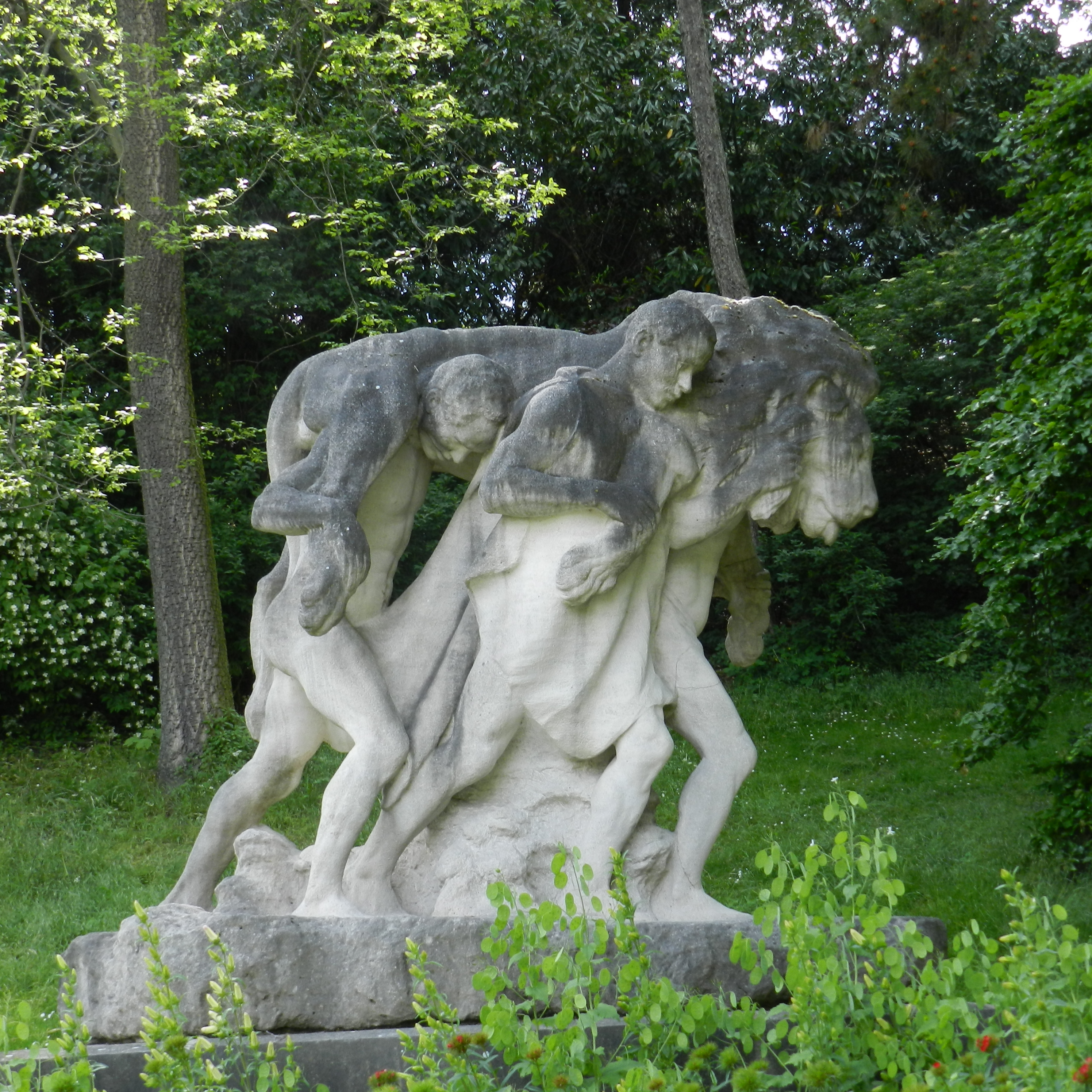
La Mort du lion (1913), Paris, parc Montsouris.
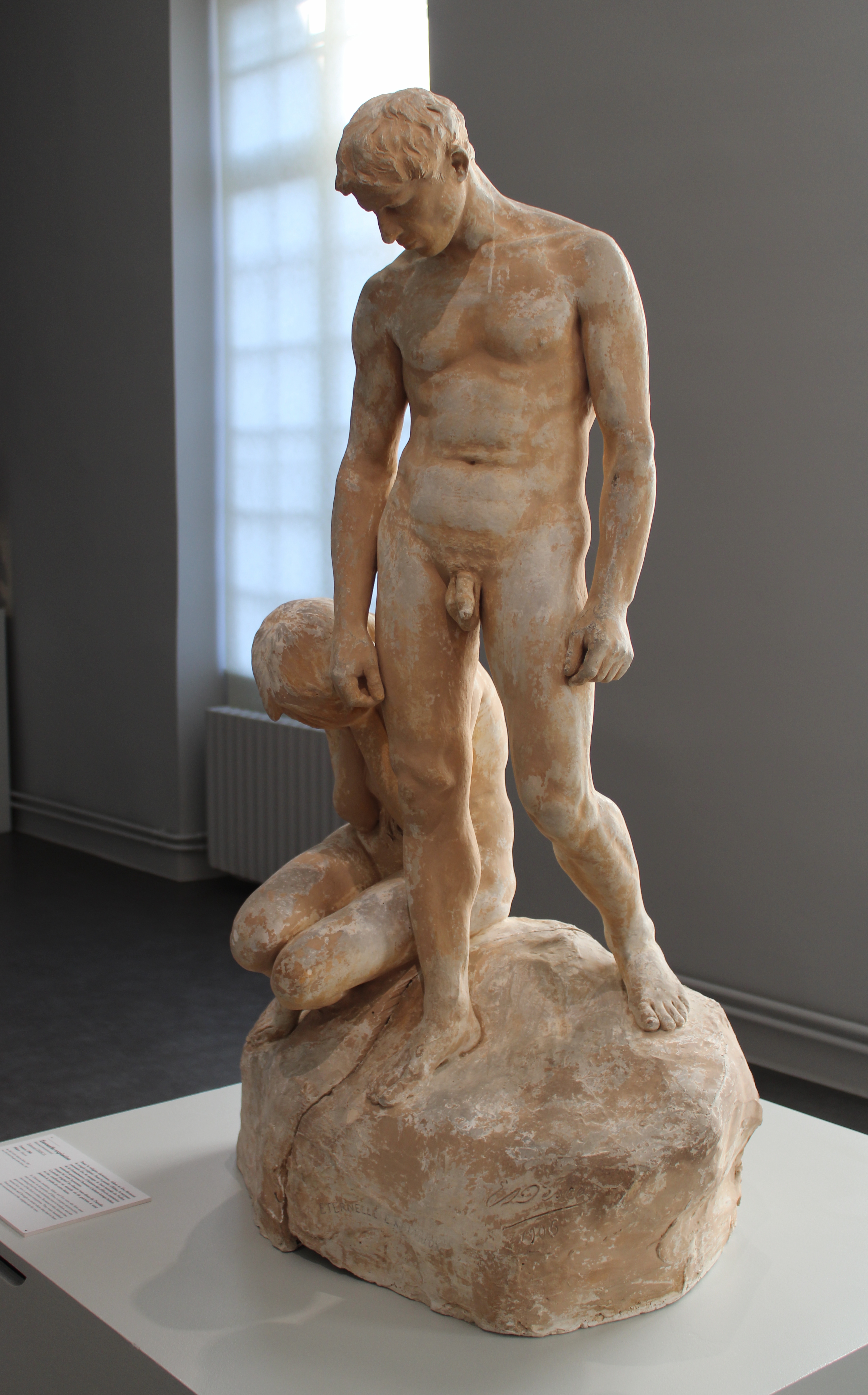
Eternelle expiation (1906) - Musée de Soissons.

## Postérité
- Une rue de Tarbes porte son nom.